# Tatjana Wiktorowna Bibik
Tatjana Wiktorowna Bibik (russisch Татьяна Викторовна Бибик; * 16. April 1985 in Kuibyschew) ist eine russische Badmintonspielerin.

## Karriere
Tatjana Bibik wurde 2003 russische Juniorenmeisterin. 2007 siegte sie bei den Slovak International, 2008 bei den Estonian International und bei den Croatian International. 2009 war sie bei den Hungarian International und Welsh International erfolgreich und wurde Zweite bei den Kharkiv International.